# Турка (річка)
Ту́рка — річка в Україні, в межах Коломийського району Івано-Франківської області. Ліва притока Пруту (басейн Дунаю).

## Опис
Довжина 35 км. Площа водозбірного басейну 140 км². Похил річки 4,0 м/км. Долина V-подібна, у пониззі трапецієподібна, завширшки 0,5—1 км. Заплава одностороння, завширшки 50—100 м, у пониззі зливається з заплавою Пруту. Річище звивисте, завширшки 2—5 м, є острови. Використовується на потреби рибництва, господарські потреби та водопостачання. Діє кілька водяних млинів.

## Розташування
Бере початок з заболоченої улоговини Коршівського лісу, на південний захід від села Казанова. Тече на схід та південний схід. Впадає до Пруту на південний схід від села Олешкова.

## Притоки
- Кобильчук (ліва)

## Населені пункти
Від витоку до гирла: Казанів, Ліски, Турка, Підгайчики, Загайпіль, Кринички, Борщівська Турка, смт Заболотів, Тулуків, Олешків.